# 処女宮
処女宮（しょじょきゅう）は、黄道十二宮の6番目である。おとめ座。
獣帯の黄経150度から180度までの領域で、だいたい8月23日（処暑）から9月22日（秋分）の間まで太陽が留まる（厳密には、太陽通過時期はその年ごとに異なる）。
四大元素の土に関係していて、金牛宮・磨羯宮と一緒に地のサインに分類される。対極のサインは双魚宮である。

## 処女宮のデータ
- アストロロジカルシンボル -
- ゾディアックシンボル - 乙女
- 標準的な期間 - 8月23日-9月22日、場合により、8月24日-9月23日
- 2区分 - 女性
- 3区分 - 変通
- 4区分 - 地
- 居住の座 - 水星。占星術師によってはケレス（準惑星。中文名は「穀神星」）、パラス（小惑星）、ジュノー（同）、ベスタ（同）を処女宮の守護星にすることもある。水星の内側の軌道にバルカンなる惑星が存在するという説が天文学界に提唱された際には、占星術ではバルカンは処女宮の守護惑星になるだろうといわれた。
- 高揚の座 - 水星
- 障害の座 - 木星･海王星
- 転落の座 - 金星

## 神話
この処女宮が誰なのか、さまざまな説がある。アストライアー、イシュタル、イセト、デーメーテール、ペルセポネー、キュベレー、アテーナーといった諸神話の著名な女神たちは、みな処女宮にまつわる神話を持つ。

## 符号位置
| 記号 | Unicode | JIS X 0213 | 文字参照         | 名称  |
| ---- | ------- | ---------- | ---------------- | ----- |
| ♍   | U+264D  |            | &#x264D; &#9805; | VIRGO |